# Зв'язкова вулиця (Київ)
Зв'язкова́ ву́лиця — зникла вулиця, що існувала в Подільському районі міста Києва, місцевості Пріорка, Вітряні гори. Пролягала від Квітневої до Межової вулиці.
Прилучалася Заливна вулиця.

## Історія
Вулиця виникла в 1-й половині XX століття під назвою 72-а Нова, позначена на карті Києва 1943 року. Назву Зв'язкова вулиця отримала 1944 року. Ліквідована у зв'язку зі зміною забудови на початку 1980-х років.